# Мелвін Дуглас
Мелвін Дуглас (англ. Melvyn Douglas, справжнє ім'я Мелвін Едуард Гесселберґ (англ. Melvyn Edouard Hesselberg); 5 квітня 1901 — 4 серпня 1981) — американський актор кіно, дворазовий лауреат премії «Оскар», володар «Золотого глобусу», а також двох зірок на Голлівудській алеї слави: за внесок у розвиток кіноіндустрії — 6423 та за внесок у розвиток телебачення — 6601.
Мелвін Дуглас став відомий у 1930-х як елегантний виконавець головних ролей. Чи не найкращий символ цього — його роль у романтичній комедії Ернста Любича «Ніночка» (1939) з Гретою Гарбо. Пізніше Дуглас зіграв зрілих персонажів, як-от у стрічках, нагороджених премією «Оскар» — у «Хад» (1963) і «Бувши там» (1979), а також номінований на премію «Оскар» у картині «Я ніколи не співав для свого батька» (1970). Дуглас був одним із 24 виконавців, які виграли Потрійну акторську корону. В останні кілька років свого життя актор з'являвся у фільмах з надприродними історіями за участю привидів, включаючи «Підмінюваний» у 1980 році та «Історія привидів» у 1981 році, де він зіграв останню роль у фільмі.

## Вибрана фільмографія
| Рік  |   | Українська назва                   | Оригінальна назва          | Роль                |
| ---- | - | ---------------------------------- | -------------------------- | ------------------- |
| 1933 | ф | Адвокат                            | Counsellor at Law          | Рой Дарвін          |
| 1935 | ф | Енні Оклі                          | Annie Oakley               | Джеф Хоґарт         |
| 1936 | ф | Чудова інсинуація                  | The Gorgeous Hussy         | Джон Рендольф       |
| 1936 | ф | Теодора божеволіє                  | Theodora Goes Wild         | Майкл Грант         |
| 1937 | ф | Відважні капітани                  | Captains Courageous        | Френк Бертон Чейн   |
| 1937 | ф | Ангел                              | Angel                      | Ентоні Хелтон       |
| 1938 | ф | Світла година                      | The Shining Hour           | Генрі Лінден        |
| 1939 | ф | Гарні дівчата їдуть до Парижа      | Good Girls Go to Paris     | Рональд Брук        |
| 1939 | ф | Ніночка                            | Ninotchka                  | Граф Леон д'Альґу   |
| 1941 | ф | Обличчя жінки                      | A Woman's Face             | доктор Густав Сігел |
| 1942 | ф | Вони всі цілували наречену         | They All Kissed the Bride  | Майкл «Майк» Холмс  |
| 1942 | ф | Ми танцювали                       | We Were Dancing            | Нікі Пракс          |
| 1963 | ф | Хад                                | Hud                        | Гомер Беннон        |
| 1970 | ф | Я ніколи не співав своєму батькові | I Never Sang for My Father | Том Гаррісон        |
| 1979 | ф | Бути там                           | Being There                | Бен Ренд            |